# 八十八夜

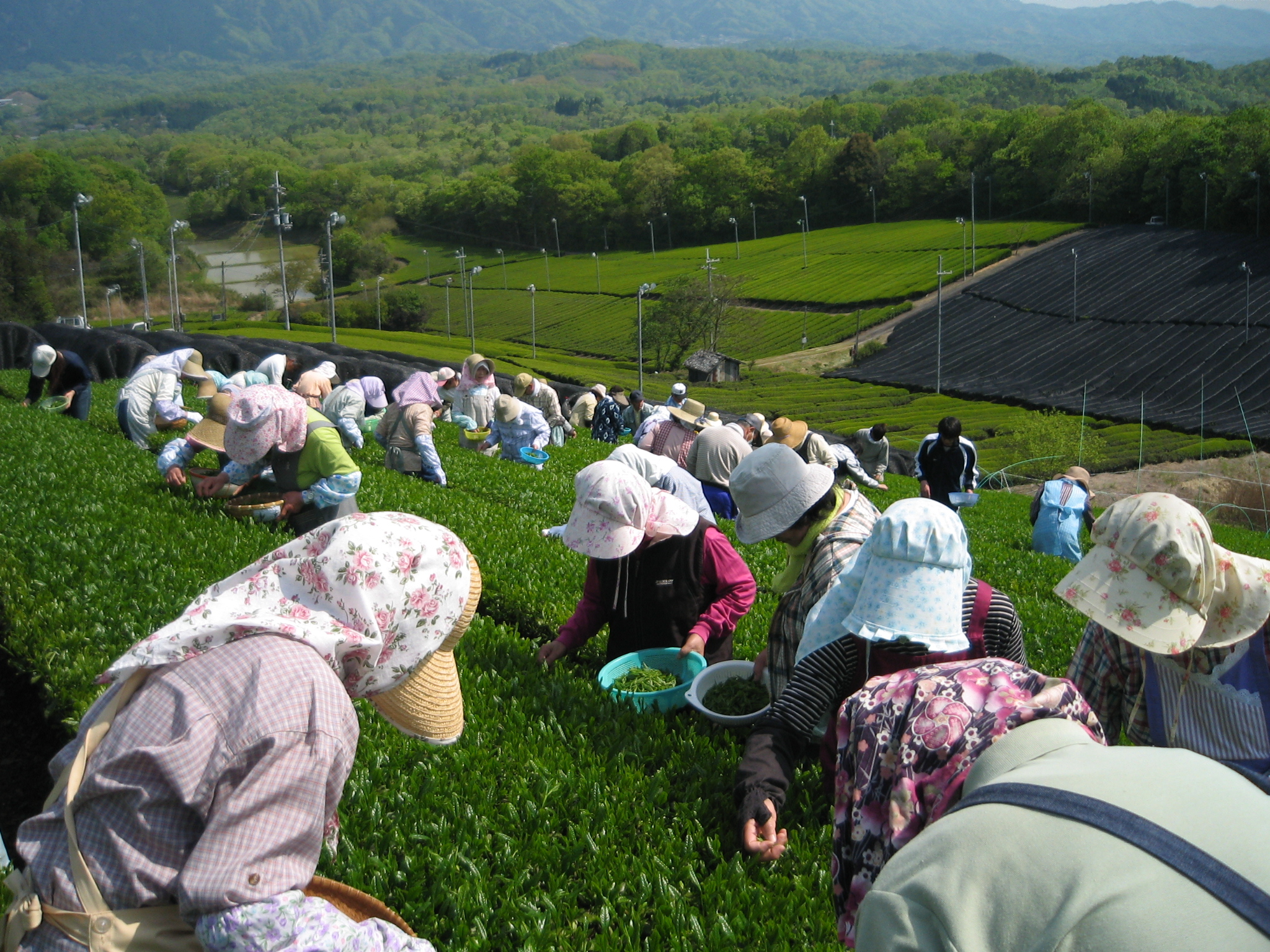
八十八夜の茶摘み風景 （京都府南山城村）

八十八夜（はちじゅうはちや）は雑節のひとつで、立春を起算日（第1日目）として88日目（立春の87日後の日）にあたる。
もともと、太陰暦をベースとしている日本の旧暦では暦日と季節のずれが最も大きいときには半月もずれるため、太陽暦をベースとした雑節として起こり広まったものである。
21世紀初頭の現在では平年なら5月2日、閏年なら5月1日である。数十年以上のスパンでは、立春の変動により5月3日の年もある。

## 習俗
「八十八夜の別れ霜」「八十八夜の泣き霜」などといわれるように、遅霜が発生する時期である。一般に霜は八十八夜ごろまでといわれているが、「九十九夜の泣き霜」という言葉もあり、5月半ばごろまで泣いても泣ききれないほどの大きな遅霜の被害が発生する地方もある。それ以上に、旧暦では暦日と季節が最悪で半月もずれることから、特に農家に対しての注意喚起を目的に八十八夜が生まれた。
この日に摘んだ茶は上等なものとされ、この日にお茶を飲むと長生きするともいわれている（茶葉に含まれる主な栄養成分であるカテキン、カフェイン、アミノ酸類の含有量は八十八夜の頃に最も豊富であることがわかっており、ある程度は科学的な根拠もある）。茶の産地である埼玉県入間市・狭山市、静岡県、京都府宇治市では、新茶のサービス以外に手もみ茶の実演や茶摘みの実演など、一般の人々も参加するイベントが行われる。

## 八十八夜を扱った作品
- 文部省唱歌 『茶摘み』 - 「♪夏も近づく八十八夜…」と茶摘みの様子が歌われている。作詞・作曲：不詳。
- NSP 『八十八夜』 - 作詞・作曲：天野滋（1978年）。